# Habronestes striatipes
Habronestes striatipes är en spindelart som beskrevs av Ludwig Carl Christian Koch 1872. Habronestes striatipes ingår i släktet Habronestes och familjen Zodariidae.
Artens utbredningsområde är Queensland. Inga underarter finns listade i Catalogue of Life.